# Sturgill Simpson
John Sturgill Simpson (Jackson, 8 giugno 1978) è un cantautore e attore statunitense.

## Biografia
Nato in Kentucky, dal 2010 Simpson vive con la moglie a Nashville; nel 2014 la coppia ha avuto un figlio. Ha intrapreso l'attività musicale nel 2004, anno in cui ha fondato il gruppo Sunday Valley, gruppo che si è sciolto nel 2012. Nel giugno 2013 ha debuttato da solista con l'album High Top Mountain.
Il suo secondo album Metamodern Sounds in Country Music è uscito nel maggio 2014 ed è stato prodotto da Dave Cobb. Il titolo si riferisce a Modern Sounds in Country and Western Music, album di Ray Charles del 1962. Riceve una candidatura ai Grammy Awards 2015 nella categoria "Miglior album americana" e vince tre Americana Music Awards.
Nell'aprile 2016 pubblica A Sailor's Guide to Earth, primo album per una "major", ossia Atlantic Records. Con questo disco raggiunge la posizione numero 3 della classifica Billboard 200. Inoltre riceve due candidature ai Grammy Awards 2017, nelle categorie "Album dell'anno" e "Miglior album country". Nel 2019 collabora al film I morti non muoiono di Jim Jarmusch, fornendo il brano che dà il titolo al film, The Dead Don't Die, e comparendo in un cameo nel ruolo di zombie.

## Discografia
- 2013 - High Top Mountain
- 2014 - Metamodern Sounds in Country Music
- 2016 - A Sailor's Guide to Earth
- 2019 - Sound & Fury[2]
- 2020 - Cuttin' Grass, Vol. 1: The Butcher Shoppe Sessions
- 2020 - Cuttin' Grass, Vol. 2: The Cowboy Arms Sessions
- 2021 - The Ballad of Dood and Juanita

## Filmografia parziale
- I morti non muoiono (The Dead Don't Die), regia di Jim Jarmusch (2019)
- Queen & Slim, regia di Melina Matsoukas (2019)
- Sound & Fury, film anime, regia di Jumpei Mizusaki (2019)
- The Hunt, regia di Craig Zobel (2020)
- The Creator, regia di Gareth Edwards (2023)
- Killers of the Flower Moon, regia di Martin Scorsese (2023)